# 강이 되어 만나리
《강이 되어 만나리》는 2006년 3월 20일부터 2006년 11월 4일까지 방영된 한국방송공사 TV소설이다.

## 기획 의도
1960년 후반, 아버지 대부터 얽힌 인연으로 세 집안의 2세들이 사랑하고 고뇌하고 방황하고 실패하면서 성취해 나가는 이야기를 격동하는 시대 상황을 배경으로 그린 드라마

## 등장 인물

### 주요 인물
- 김윤경 : 송영선 역
- 김혁 : 조수영 역
- 이필모 : 박상태 역
- 반효정 : 강학실 역
- 이효정 : 송준호 역

### 주변 인물
- 김미숙 : 한정옥 역
- 견미리 : 서옥란 역
- 정성모 : 조상진 역
- 장정희 : 오복자 역
- 정승호 : 박두칠 역
- 故 한경선 : 최서운 역
- 염현희 : 조수희 역
- 이지훈 : 송영복 역
- 고은미 : 송영채 역

### 그 외 인물
- 김유리 : 정순금 역
- 김지헌 : 한명주 역
- 전희주 : 순임 역
- 호산 : 강치
- 신영진
- 박팔영
- 맹봉학
- 공재원
- 백윤흠
- 최윤준
- 민준현
- 정종현
- 장호준
- 맹호림
- 양영준
- 김명중
- 윤영목
- 김광인
- 전해룡
- 윤갑수

## 참고 사항
- 작가 이금림이 1997년 집필한 SBS 드라마 <지평선 너머>의 리메이크작이었으며[1], 이금림은 2001년 <푸른 안개> 이후 5년 만에 KBS로 돌아왔다.
- 이금림 작가는 <강이 되어 만나리>에 앞서 2004년 드라마뱅크와 전속계약을 맺은 뒤[2] 2005년 초 SBS에서 미니시리즈를 집필할 예정이었으나[3] 무산됐다.
- 이금림 작가는 2003년 SBS <연인>의 조기종영[4] 이후 3년 만에 연속극 집필 활동을 재개했다.